# Старинкевич Наталія Максимівна
Наталія Максимівна Старинкевич (нар. 12 липня 1988, Москва) — російська актриса театру і кіно.

## Походження та навчання
Наталія Старинкевич народилась 1988 року в Москві.
У 2009 році закінчила Російський інститут театрального мистецтва (ГІТІС), де навчалася в майстерні Народного артиста РФ А. В. Бородіна.
Серед її студентських робіт — ролі в спектаклях «Фрекен Жюлі» Августа Стіндберга (режисер-постановник — А. Ю. Васильєв), «Діти Ванюшина» Сергія Найдьонова (режисер-постановник — А. А. Блохін), «Підсвічник» Альфреда Мюссе (режисер-постановник — В. А. Богатирьов).
Робота студентки у виставі «Красень-чоловік» за п'єсою Олександра Островського була відзначена дипломом I ступеня за найкращу жіночу роль.
Найбільш помітною роботою актриси стала одна з головних ролей у виставі «Гримерна» за п'єсою Куніо Симідзу. Наставник Наталі, А. В. Бородін, поставив його спочатку в навчальному театрі РАТІ, а потім — на малій сцені Державного академічного малого театру.

## Творчість

### Робота в театрі
Після завершення навчання Наталі Старинкевич працювала в московському театрі «Модерн». Вона зіграла відразу кілька ролей:
- Роза в спектаклі «Подорож маленького принца» Антуана де Сент-Екзюпері (режисер-постановник — С. Врагова)[1],
- Стара Зайчиха в «Зайці-зазнайки» Сергія Михалкова тощо.

### Ролі в кіно
Наталі Старинкевич починала свою кар'єру кіноактриси виключно в епізодичних ролях. Так, наприклад, в серіалі «Іван Грозний» у 2009 році їй дісталася крихітна, безіменна роль. Наступного року вона зіграла дівчину в серіалі «Глухар. Повернення». Потім почала грати другі ролі — у серіалі «Пілот міжнародних авіаліній» (2011) роль стюардеси Тетянки, у популярному серіалі «Кухня» (2013) в невеликій ролі блогерша Вероніки, багатосерійному фільмі «Коли його зовсім не чекаєш» (2014) роль Ольги.
Разом з Анною Казючиц, Кирилом Сафоновим і іншими російськими акторами Наталі Старинкевіч знялася в проекті «Посмішка пересмішника» (2014 року), тут їй дісталася роль Аліси Весняніной. А в міні-серіалі «Ніка» (2015) вона зіграла головну роль. Її героїня, аферистка по кличці Джені, приходить на допомогу головному персонажу Ніке у важкий період життя тощо.
У 2018 році у фільмі «Інтриганка» режисера Юрія Поповича Наталі Старинкевич зіграла головну роль Віки Лихачової.
- 2020 — Три сестри
- 2019 — Інша — Уляна / Лера (головна роль)
- 2018 — Шелест. Великий переділ — Катя
- 2018 — Свєта з того світу
- 2018 — Ніщо не трапляється двічі — Аглая Калініна
- 2018 — Інтриганки — Віка Ліхачова, наречена Вадима (головна роль)
- 2017 — Шрам — Наталі, дочка Хромова
- 2017 — Нелюбов / Loveless — косметолог
- 2017 — Мрія — Ліза
- 2017 — Лісник. Своя земля — Лариса (у фільмі № 4 «Свідок обвинувачення»)
- 2017 — Іванови-Іванови (1-й сезон) — Наталі, подруга Поліни
- 2016 — Челночніци — Соня, стриптизерка, колишня балерина
- 2016 — Наталчина любов (короткометражний)
- 2016 — За півгодини до весни — Рита, начальниця Паші
- 2015 — Ніка — Джені, аферистка (головна роль)
- 2015 — Другий шлюб — Марина, коханка Гліба
- 2015 — Погляд з минулого — Аліса
- 2014 — Посмішка пересмішника — Аліса Весняніна
- 2014 — Скасування всіх обмежень — Лера Баринова, супермодель
- 2014 — Коли його зовсім не чекаєш — Ольга, колега Олексія
- 2013 — Ціна любові — Віка, подруга Олени
- 2013 — Переїзд — Рита, дружина Олега
- 2013 — Пастка (короткометражний) — жінка з паперами
- 2013 — Кухня (2-й сезон) — Вероніка, блогерша
- 2013 — Королева бандитів — Ірина
- 2012 — Право на правду — Софія Ликова, повія (у 18-й серії «Об'єкт Альфа»)
- 2011 — Пілот міжнародних авіаліній — Танечка, стюардеса
- 2010 — Глухар-3 — дівиця (у 18-й серії «Батарея»)
- 2009 — Іван Грозний — епізод

## Родина
- Брат: Арсеній Старинкевич — російський художник і скульптор.